# Max Opitz
 (mars 2025).
Max Ernst Opitz (né le 11 septembre 1890 à Bernsdorf, mort le 7 janvier 1982 à Berlin-Est) est un homme politique est-allemand.

## Biographie
Fils d'un mineur, il fait un apprentissage de charpentier. En 1911, il répond au service militaire et sert pendant sept ans dans le 21e régiment d'uhlans (de). Pendant la Première Guerre mondiale, il est blessé à plusieurs reprises. En novembre 1918, il est élu au conseil des soldats de son régiment. Après sa libération de la Deutsches Heer, il est en février 1919 cofondateur du groupe local du KPD à Gersdorf. En 1920, il s'installe à Chemnitz et devient président de la section communiste de l'ouest de la ville.
À partir de 1923, Opitz dirigea les sections Monts Métallifères/Vogtland, Basse-Rhénanie, Hesse-Francfort, Ruhr et Wurtemberg en tant que secrétaire politique. De 1926 à 1930, il est membre du parlement de Saxe (de) et, de 1926 à 1929, président du groupe parlementaire. En 1932-1933, Opitz fait partie du parlement prussien.
Le 7 février 1933, Opitz participe à la réunion illégale du Comité central du KPD au Sporthaus Ziegenhals près de Berlin. Le 5 mars 1933, il est élu au Reichstag, mais ne peut exercer son mandat en tant que député du KPD en raison de l'interdiction du parti et de l'annulation de tous les mandats du KPD. Il dirige les activités illégales du KPD à Dortmund et à Stuttgart. Le 2 novembre 1933, il est arrêté à Stuttgart et condamné en 1934 à trois ans et un mois de prison pour avoir préparé la haute trahison. Lors d'un autre procès, il est condamné en novembre 1937 à quatre ans de prison pour homicide involontaire. Après avoir purgé sa peine dans un pénitencier, il est transféré en octobre 1941 par la Gestapo dans le camp de concentration d'Oranienbourg-Sachsenhausen. Le 1er mai 1945, il est libéré lors d'une marche de la mort par l'armée rouge à Flecken Zechlin.
Opitz retourne dans la Saxe et participe à la nouvelle formation du KPD dans le Land. De juillet 1945 à avril 1949, il est chef de police à Dresde. En 1946, il devient membre du SED. Du 18 mai 1949 au 5 juin 1951, il est bourgmestre de Leipzig. En juin 1951, Wilhelm Pieck le nomme chef du cabinet présidentiel et secrétaire d'État. Il occupa ce poste jusqu'à la mort de Pieck en 1960. De 1950 à 1963, il est membre de la Chambre du peuple d'Allemagne de l'Est et membre et jusqu'en 1967 vice-président du groupe interparlementaire de la RDA. Après sa retraite politique, il est membre du comité central du Comité des résistants antifascistes de la RDA.
Son urne est enterrée dans le mémorial des socialistes, au cimetière central de Berlin-Friedrichsfelde.